# Unterseeinsel
Die Unterseeinsel ist eine Insel im Untersee in der Kyritzer Seenkette in Brandenburg. Sie gehört zur Stadt Kyritz und liegt im Osten des Stadtgebiets, beim Ufer der Siedlung Waldkolonie.
Die Insel ist 100 Meter vom Westufer (Waldkolonie, Stadt Kyritz) und 200 Meter vom Ostufer des Sees (Bantikow, Gemeinde Wusterhausen/Dosse) entfernt. Sie hat eine annähernd kreisrunde Form bei einem Durchmesser von rund 134 Metern, und eine Fläche von 1,3 Hektar. An der Nordseite der Insel befindet sich eine Gaststätte, südlich hiervon ein kleiner Spielplatz. Auf der Insel steht ein alter Baumbestand, wobei einzelne Baumarten in Form eines Arboretums mit Schildern beschriftet sind und erläutert werden. Der Zugang zur Insel erfolgt über eine Fähre, die sowohl vom östlichen als auch vom westlichen Seeufer aus zur Insel fährt. Darüber hinaus bestehen auch Anlegemöglichkeiten für den sonstigen Bootsverkehr.
Auf der Insel soll sich eine slawische Burganlage befunden haben. Später diente die Insel als Unterkunft für Fischer. Um die Jahrhundertwende vom 19. zum 20. Jahrhundert wurde auf der Insel eine Gaststätte gebaut.
Seit 2015 bietet die Stadt Kyritz standesamtliche Trauungen auf der Insel an.